# Charlotte Razafiniaina
 (mai 2024).
Si vous disposez d'ouvrages ou d'articles de référence ou si vous connaissez des sites web de qualité traitant du thème abordé ici, merci de compléter l'article en donnant les références utiles à sa vérifiabilité et en les liant à la section « Notes et références ».
 (mai 2024).
La mise en forme du texte ne suit pas les recommandations de Wikipédia : il faut le « wikifier ».
Les points d'amélioration suivants sont les cas les plus fréquents. Le détail des points à revoir est peut-être précisé sur la page de discussion.
- Les titres sont pré-formatés par le logiciel. Ils ne sont ni en capitales, ni en gras.
- Le texte ne doit pas être écrit en capitales (les noms de famille non plus), ni en gras, ni en italique, ni en « petit »…
- Le gras n'est utilisé que pour surligner le titre de l'article dans l'introduction, une seule fois.
- L'italique est rarement utilisé : mots en langue étrangère, titres d'œuvres, noms de bateaux, etc.
- Les citations ne sont pas en italique mais en corps de texte normal. Elles sont entourées par des guillemets français : « et ».
- Les listes à puces sont à éviter, des paragraphes rédigés étant largement préférés. Les tableaux sont à réserver à la présentation de données structurées (résultats, etc.).
- Les appels de note de bas de page (petits chiffres en exposant, introduits par l'outil «  Source ») sont à placer entre la fin de phrase et le point final[comme ça].
- Les liens internes (vers d'autres articles de Wikipédia) sont à choisir avec parcimonie. Créez des liens vers des articles approfondissant le sujet. Les termes génériques sans rapport avec le sujet sont à éviter, ainsi que les répétitions de liens vers un même terme.
- Les liens externes sont à placer uniquement dans une section « Liens externes », à la fin de l'article. Ces liens sont à choisir avec parcimonie suivant les règles définies. Si un lien sert de source à l'article, son insertion dans le texte est à faire par les notes de bas de page.
- La présentation des références doit suivre les conventions bibliographiques. Il est recommandé d'utiliser les modèles {{Ouvrage}}, {{Chapitre}}, {{Article}}, {{Lien web}} et/ou {{Bibliographie}}. Le mode d'édition visuel peut mettre en forme automatiquement les références.
- Insérer une infobox (cadre d'informations à droite) n'est pas obligatoire pour parachever la mise en page.

Pour une aide détaillée, merci de consulter Aide:Wikification.
Si vous pensez que ces points ont été résolus, vous pouvez retirer ce bandeau et améliorer la mise en forme d'un autre article.
 (août 2024).
Charlotte Razafiniaina, née en 1894 et morte en 1968, est une écrivaine malgache, merina, connue pour ses œuvres dans de nombreux domaines : poésie, poèmes, théâtre, mais surtout le « hain-teny » et les contes.

## Biographie
Charlotte Razafiniaina est une artiste issue des églises protestantes de Tananarive. Elle s'implique très jeune dans de nombreuses activités artistiques : elle joue du valiha, de l'harmonium au temple d'Ambatomitsangana, est maître de chants dans différentes églises. Elle fait paraître en 1909 deux nouvelles, « Ny tantaran'ilay savonimanitra » et « Ny tiana tsy mba zaraina», dans Gazetim-panjakana et Vaovao frantsay-malagasy, journal qui publie ses textes de 1909 à 1965, entre autres des hain-teny. Elle est la première femme malgache qui écrit des pièces de théâtre, avec en particulier Rota sy Naomy en 1917 qui lança la future madame Jeannette. Dès 1926, elle est membre de la société artistique et littéraire malgache. En 1928, elle est conseillère du bureau de l'association des écrivains et des journalistes malgaches. Elle compose des chants pour le théâtre, et fonde en 1929 sa propre troupe, « Raveloary ». 
Parmi ses œuvres, pièces de théâtre et romans, citons : Eva malagasy, Lamby nefa tsy rota, Zahatra arendrintompo («le radeau renversé par le propriétaire »). Elle publie de nombreuses nouvelles, une cinquantaine dans le journal satirique Hehy, puis en 1955-1956 dans Gazety ny maraina et Kintan'i Madagasikara. En 1968, sa dernière nouvelle, Mongon'entana tsy zanaky ny heriny paraît dans Le Courrier de Madagascar.

## Style
Ce que l'on peut dire de caractéristique de l'écriture de Charlotte Razafinaina, c'est qu'elle s'accroche à ses cultures ancestrales que l’on peut observer dans ces écrits[Interprétation personnelle ?][source secondaire nécessaire].

## Ouvrages littéraires
- Eva malagasy
- Lamby nefa tsy rota: Tranainy nefa tsy simba (1958)
- Mongon' entana tsy zanaky ny heriny
- Ny fiaraha-monina (2 mars 1951)
- Ny rivotra an-kadilanana (16 septembre 1938)
- Ny tantaran' ilay savomanitra (1909)
- Ny tiana tsy mba zaraina (1909)
- Rota sy Naomy (1917)
- Sahondran' i Mamolakazo
- Zahatra arendrintompo[4]